# 2-氯-1,3-丙二醇
2-氯-1,3-丙二醇是一种有机氯化合物，化学式为C3H7ClO2。它和其同分异构体3-氯-1,2-丙二醇一样，是一种食品污染物，具有细胞毒性。

## 合成
2-氯-1,3-丙二醇可由烯丙醇和氯水反应制得。
它也可在丙三醇和盐酸在羧酸催化下以副产物的形式伴随1,3-二氯-2-丙醇和3-氯-1,2-丙二醇生成。

## 反应
2-氯-1,3-丙二醇在超声下和吡啶加热反应，可以生成N-(1,3-二羟基-2-丙基)吡啶𬭩氯化物。
它和氢氧化钾反应，可以得到缩水甘油。它和氯化亚砜在乙醚中反应，可以得到2-氯-1,3-丙二醇环亚硫酸酯。
它和羧酸酐反应，可以得到相应的羧酸酯：

## 延伸阅读
- Ananias Medina, Javier Ibáñez Abad, Pasi Tolvanen, Johan Wärnå, Kari Eränen, Tapio Salmi. . Chemical Engineering Science. 2022, 263: 118064  [2024-07-09]. doi:10.1016/j.ces.2022.118064. （原始内容存档于2024-07-09）.
- Hassanein, Salah Mohamed; Burmakov, A. I.; Bloshchina, F. A.; Yagupollskii, L. M. . Zhurnal Organicheskoi Khimii. 1988, 24 (8): 1633-1638  [2024-07-09]. ISSN 0514-7492. （原始内容存档于2024-07-09）.CODEN ZORKAE.